# Graham McTavish
Graham McTavish (* 4. leden 1961 Glasgow) je skotský herec. Začínal v divadle Royal Court a časem se dostal mezi nejlepší herce divadla Royal Lyceum Theatre v Edinburghu. Mimo film a divadlo propůjčuje hlas i herním postavám např. v Call of Duty nebo Transformers.

## Filmografie
- 2014 Cizinka
- 2014 Hobit: Bitva pěti armád - Dvalin
- 2013 Hobit: Šmakova dračí poušť - Dvalin
- 2012 Hobit: Neočekávaná cesta - Dvalin
- 2011 Colombiana
- 2010 The Avengers: Nejmocnější hrdinové světa (seriál)
- 2010 Dantovské peklo
- 2009 Hulk Vs.
- 2009 Prostředníci
- 2009 Rváči
- 2009 Smrtící pandemie
- 2008 Rambo: Do pekla a zpět
- 2008 Film o filmu: Rambo: Do pekla a zpět
- 2007 Jekyll (seriál)
- 2007 Řekni, kdo tě zabil (seriál)
- 2006 Hodná, drsná holka
- 2006 Richard Sharpe - Nebezpečné poslání
- 2005 Císař Augustus (seriál)
- 2005 Řím (seriál)
- 2005 Útěk z vězení (seriál)
- 2005 Vražedná čísla (seriál)
- 2004 Den D
- 2004 Král Artuš
- 2004 Ztraceni (seriál)
- 2003 Karel III. - Moc a vášeň (seriál)
- 2003 Lara Croft - Tomb Raider: Kolébka života
- 2003 Námořní vyšetřovací služba (seriál)
- 2003 Zločiny v zahradách (seriál)
- 2002 Celeb (seriál)
- 2001 Červené barety
- 2001 24 hodin (seriál)
- 1998 Merlin (seriál)
- 1997 Macbeth (divadelní hra)
- 1996 Žabákova dobrodružství
- 1992 Highlander (seriál)
- 1989 Erik Viking
- 1988 Červený trpaslík - Warden Ackerman (seriál)
- 1986 Silverův návrat na ostrov pokladů (seriál)